# Barbula omissa
Barbula omissa är en bladmossart som beskrevs av Thériot 1927. Barbula omissa ingår i släktet neonmossor, och familjen Pottiaceae. Inga underarter finns listade i Catalogue of Life.